# Marathon van Parijs 2009

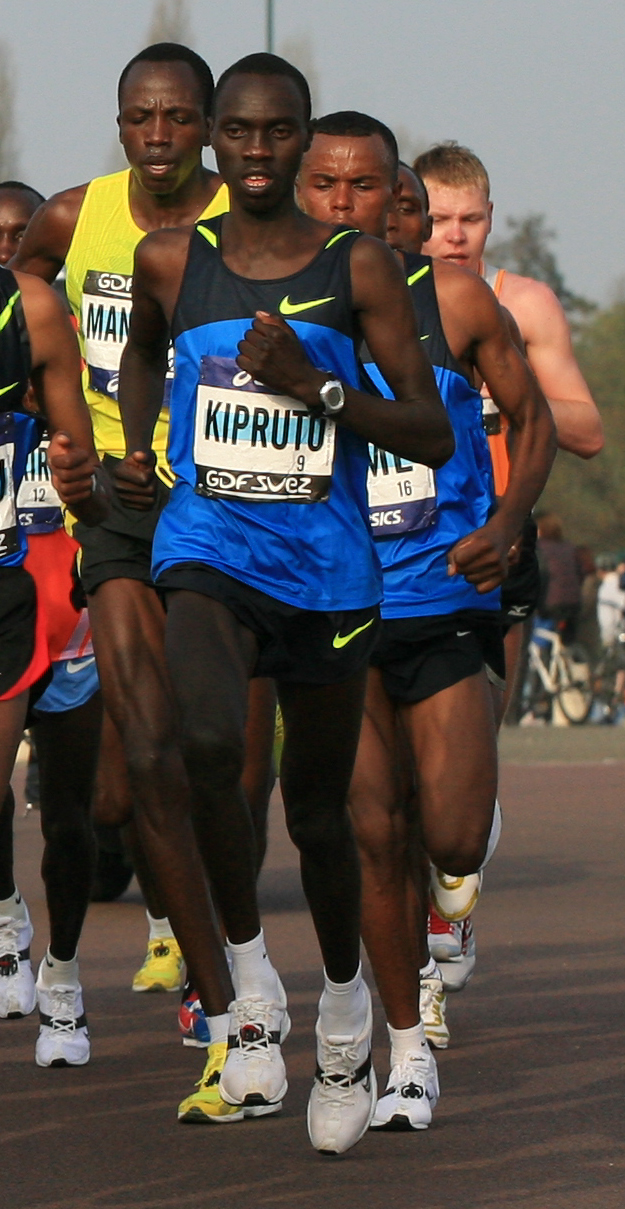
Kipruto op weg naar de overwinning.

De marathon van Parijs 2009 werd gelopen op zondag 5 april 2009.
De zege bij de mannen ging naar de Keniaan Vincent Kipruto, die met zijn winnende tijd van 2:05.47 een wedstrijdrecord liep. Bij de vrouwen was de overwinning voor de Ethiopische Atsede Baysa in 2:24.42.
In totaal finishten er 30.334 marathonlopers, waarvan 25.281 mannen en 5053 vrouwen.

## Uitslagen

### Mannen
| rang   | naam                     | land | tijd    |
| ------ | ------------------------ | ---- | ------- |
| Goud   | Vincent Kipruto          | KEN  | 2:05.47 |
| Zilver | Bazu Worku               | ETH  | 2:06.15 |
| Brons  | David Kemboi             | KEN  | 2:06.26 |
| 4      | Yemane Tsegay            | ETH  | 2:06.30 |
| 5      | Rachid Kishri            | MAR  | 2:06.48 |
| 6      | David Mandago            | KEN  | 2:06.53 |
| 7      | Jonathan Kosgei          | KEN  | 2:07.31 |
| 8      | Shadrack Kiplagat        | KEN  | 2:08.11 |
| 9      | John Komen               | KEN  | 2:08.12 |
| 10     | Daniel Kiprugut          | KEN  | 2:08.38 |
| 11     | Abraham Chelanga         | KEN  | 2:08.43 |
| 12     | Francis Kibiwott Larabal | KEN  | 2:09.13 |
| 13     | Alex Kirui               | KEN  | 2:10.28 |
| 14     | James Kibocha            | FRA  | 2:10.39 |
| 15     | Mikhail Lemayev          | RUS  | 2:10.41 |
| 16     | Dereje Deme              | ETH  | 2:10.50 |
| 17     | Philemon Githia          | KEN  | 2:11.05 |
| 18     | Dieudonné Disi           | RWA  | 2:12.47 |
| 19     | Kidane Gemechu           | ETH  | 2:13.48 |
| 20     | Hamid Belhaj             | MAR  | 2:14.32 |
| 21     | Tekeste Nekatibebe       | ETH  | 2:15.43 |
| 22     | Loic Letellier           | FRA  | 2:15.52 |
| 23     | Driss El Himer           | FRA  | 2:16.39 |
| 24     | Samir Baala              | FRA  | 2:17.06 |
| 25     | Wodage Zvadya            | ISR  | 2:17.42 |

### Vrouwen
| rang   | naam                | land | tijd    |
| ------ | ------------------- | ---- | ------- |
| Goud   | Atsede Baysa        | ETH  | 2:24.42 |
| Zilver | Aselefech Mergia    | ETH  | 2:25.02 |
| Brons  | Christelle Daunay   | FRA  | 2:25.43 |
| 4      | Ashu Kasim          | ETH  | 2:25.49 |
| 5      | Julia Mumbi         | KEN  | 2:29.10 |
| 6      | Workenesh Tola      | ETH  | 2:29.19 |
| 7      | Leah Malot          | KEN  | 2:30.29 |
| 8      | Maria Mccambridge   | IRL  | 2:35.29 |
| 9      | Azalech Masresha    | ETH  | 2:35.56 |
| 10     | Maja Neuenschwander | SUI  | 2:36.48 |
| 11     | Laurence Klein      | FRA  | 2:37.36 |
| 12     | Patricia Lossouarn  | FRA  | 2:38.47 |
| 13     | Stephanie Briand    | FRA  | 2:40.26 |
| 14     | Cecile Moynot       | FRA  | 2:40.59 |
| 15     | Ingrid Lopergolo    | FRA  | 2:43.07 |
| 16     | Nataliya Volguina   | RUS  | 2:46.09 |
| 17     | Gabriela Traña      | CRC  | 2:46.37 |
| 19     | Miyo Tanabe         | JPN  | 2:51.40 |
| 21     | Sophie Gardon       | PYF  | 2:54.38 |

1976 ·
1977 ·
1978 ·
1979 ·
1980 ·
1981 ·
1982 ·
1983 ·
1984 ·
1985 ·
1986 ·
1987 ·
1988 ·
1989 ·
1990 ·
1991 ·
1992 ·
1993 ·
1994 ·
1995 ·
1996 ·
1997 ·
1998 ·
1999 ·
2000 ·
2001 ·
2002 ·
2003 ·
2004 ·
2005 ·
2006 ·
2007 ·
2008 ·
2009 ·
2010 ·
2011 · 
2012 · 
2013 ·
2014 ·
2015 ·
2016 ·
2017